# 甑岩町

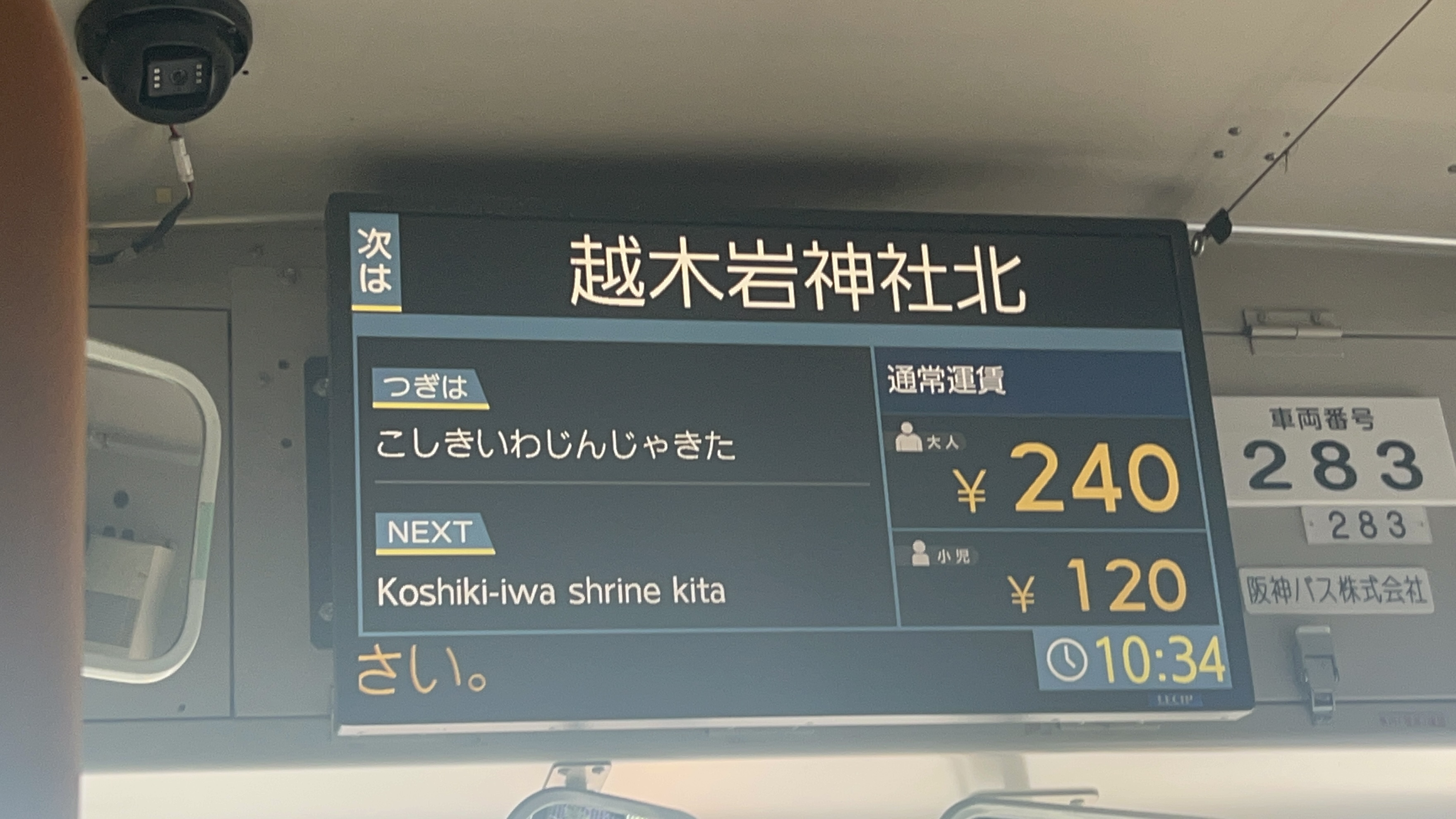
阪神バス越木岩神社北停留所案内

甑岩町（こしきいわちょう）は、兵庫県西宮市にある町丁。丁目はない。郵便番号は662-0092。座標: 北緯34度45分37.871秒 東経135度19分23.656秒 / 北緯34.76051972度 東経135.32323778度

## 地理
東は獅子ケ口町、西は角石町、南は西平町、北は甲陽園目神山町と隣接している。

## 交通

### 鉄道
鉄道は走っていない。

### バス
| 路線名   | 業者     | 起点   | 町内の停留所                   | 終点   |
| -------- | -------- | ------ | ------------------------------ | ------ |
| 鷲林寺線 | 阪神バス | (環状) | (柏堂町)-越木岩神社北-(神園町) | (環状) |

## 校区
出典:
| 区域 | 小学校       | 中学校       |
| ---- | ------------ | ------------ |
| 全域 | 苦楽園小学校 | 苦楽園中学校 |

## 施設
- 越木岩神社